# Dufourea vanduzeei
Dufourea vanduzeei är en biart som beskrevs av Richard Mitchell Bohart 1947. Dufourea vanduzeei ingår i släktet solbin, och familjen vägbin. Inga underarter finns listade i Catalogue of Life.